# 120-мм корабельна гармата QF Mark IX & XII
120-мм (4,7-дюймова) корабельна артилерійська система марки QF Mark IX & XII (англ. 4.7 inch QF Mark IX & XII) — британська корабельна гармата періоду Другої світової війни. Артилерійська система QF Mark IX & XII була основним корабельним озброєнням ескадрених міноносців різного типу, що перебували на озброєнні британських та країн Співдружності військово-морських сил, а також деяких флотів Європи та Південної Америки.
4,7-дюймова гармата QF Mark IX встановлювалася на більшості есмінців, що були введені до складу флоту протягом 1930-1940-х років. Її модифікація Mark XII встановлювалася у двомісних баштах й практично була ідентична Mark IX, лише трохи переважаючи її за вагою та довжиною. Обидві артилерійські системи стріляли роздільними боєприпасами, що використовувалися гарматами попередніх моделей типу 4.7" (12 cm) BL Mark I.

## Боєприпаси

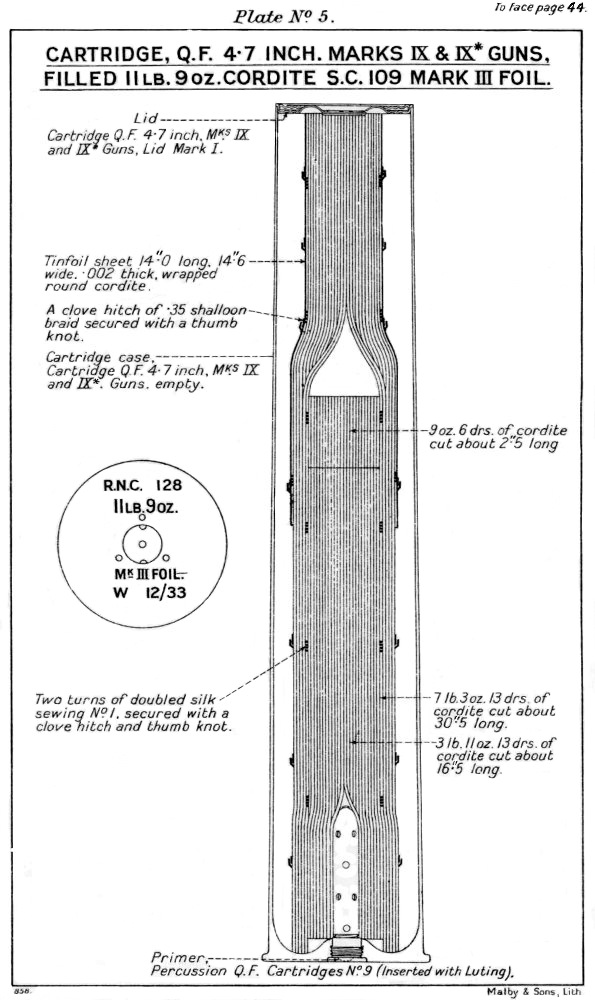
Артилерійський снаряд на гармату
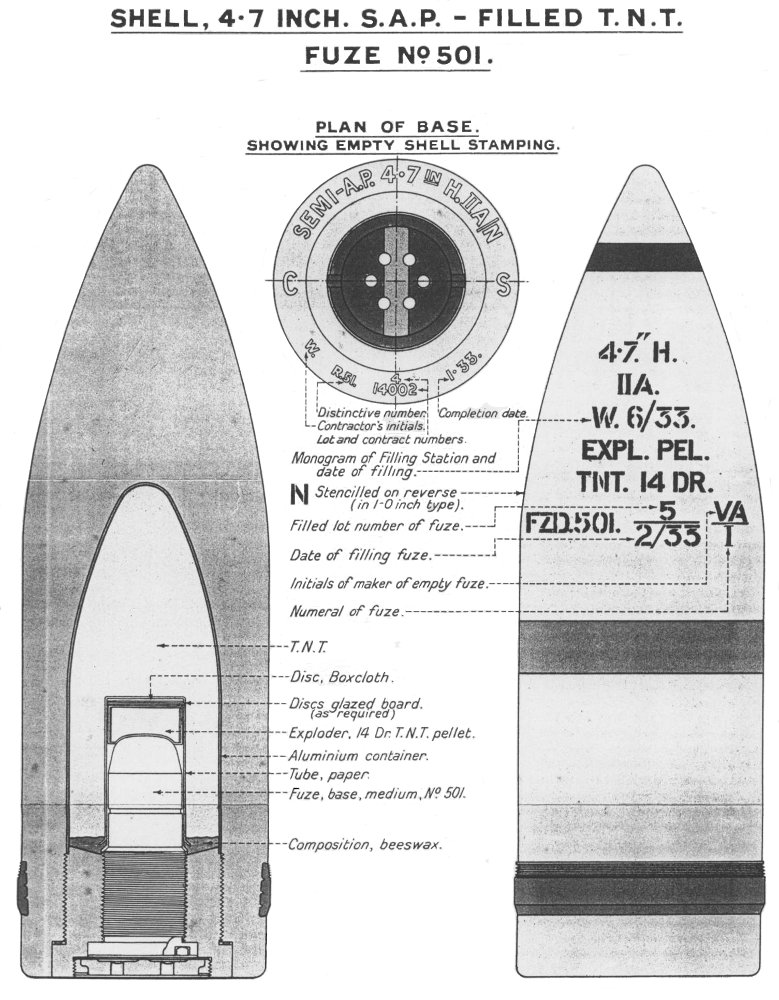
Британський напівбронебійний снаряд (S.A.P.) Mk IIA
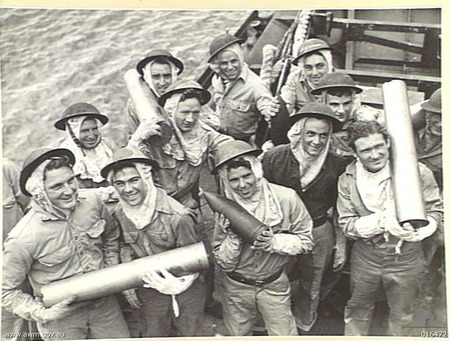
Австралійські корабельні артилеристі з боєприпасами в руках на есмінці. Січень 1944